# Схема Карнина — Грина — Хеллмана
Схема Карнина — Грина — Хеллмана — пороговая схема разделения секрета на основе решения систем уравнений. Авторы — Эхуд Карнин (англ. Ehud D. Karnin), Джонатан Грин (Jonathan W. Greene) и Мартин Хеллман (Martin E. Hellman).

## Введение
Пороговая схема разделения секрета на конечных полях — схема обмена секретного ключа {\displaystyle k} между {\displaystyle n} участниками таким образом, что любые {\displaystyle t} из них могут восстановить секрет, но любая группа из {\displaystyle t-1} или менее — не может. Схема состоит из двух фаз. В первой фазе — фазе распределения — некоторая сторона (называемая поставщиком) создаёт доли участия {\displaystyle s_{1},s_{2},\dots ,s_{n}}, используя алгоритм распределения {\displaystyle D}. Для каждого {\displaystyle i} поставщик лично отдает долю участия {\displaystyle s_{i}} участнику {\displaystyle P_{i}}. Вторая фаза, называемая фазой восстановления, происходит, когда {\displaystyle t} участников {\displaystyle P_{i_{1}},P_{i_{2}},\dots ,P_{i_{t}}} хотят восстановить секретный ключ {\displaystyle k}.

### Типы пороговых схем
- Пороговая схема разделения секрета называется совершенной, если по крайней мере {\displaystyle t} участников могут восстановить секрет, а любая группа из {\displaystyle t-1} или менее сторон — не может.
- Пороговая схема разделения секрета называется линейной, если восстановление секрета {\displaystyle k} происходит путём взятия линейной комбинации {\displaystyle t} долей участия.
- Пороговая схема разделения секрета называется идеальной, если размер долей участий равен размеру секрета {\displaystyle k}.
- Совершенная, идеальная и линейная пороговая схема разделения секрета называется PIL (perfect, ideal and linear) пороговой схемой разделения секрета.

Для PIL пороговой схемы можно задать требования в терминах свойств матрицы распределения {\displaystyle D:}
1.Полнота — любая группа, включающая не менее {\displaystyle t} участников, может вычислить секрет {\displaystyle k}. Таким образом, любые {\displaystyle t} строк матрицы распределения {\displaystyle D} должны иметь интервал, включающий строку
{\displaystyle \left[1,0,0,\dots ,0\right]}.
2.Конфиденциальность — ни одна группа, включающая менее чем {\displaystyle t} участников, не может получить информацию о секретном ключе {\displaystyle k}. Инными словами, {\displaystyle t-1} или меньше строк матрицы распределения {\displaystyle D} не могут включать интервал, включающий строку
{\displaystyle \left[1,0,0,\dots ,0\right]}.

## Описание
Рассмотрим конечное поле {\displaystyle \mathrm {GF} (q^{m})}. Пусть {\displaystyle \alpha } простой элемент {\displaystyle \mathrm {GF} (q^{m})} и пусть
{\displaystyle \alpha _{i}\equiv \alpha ^{i},i={\overline {1,q^{m-1}}}}.
Поставщик случайно выбирает {\displaystyle a_{1},a_{2},\dots ,a_{t-1}} из {\displaystyle \mathrm {GF} (q^{m})}.
Затем он строит {\displaystyle n} долей участия {\displaystyle s_{i}} следующим образом
{\displaystyle \left[{\begin{array}{c}s_{1}\\s_{2}\\\vdots \\s_{r}\\s_{r+1}\\\end{array}}\right]=\quad \left[{\begin{array}{ccccc}1&\alpha _{1}&\alpha _{1}^{2}&\cdots &\alpha _{1}^{t-1}\\1&\alpha _{2}&\alpha _{2}^{2}&\cdots &\alpha _{2}^{t-1}\\\vdots &\vdots &\vdots &\ddots &\vdots \\1&\alpha _{r}&\alpha _{r}^{2}&\cdots &\alpha _{r}^{t-1}\\0&0&0&\cdots &1\end{array}}\right]\left[{\begin{array}{c}k\\a_{1}\\a_{2}\\\vdots \\a_{t-1}\\\end{array}}\right]}
{\displaystyle n=r+1,r\leq q^{m}-1}.
Потом поставщик отправляет {\displaystyle s_{i}} участнику {\displaystyle P_{i}}, следя за тем, чтобы любые {\displaystyle t} строк матрицы {\displaystyle D}, обозначенные как {\displaystyle D_{i_{1},i_{2},\dots ,i_{t}}}, составляли обратимую матрицу {\displaystyle t\times t}.
Отсюда, {\displaystyle {\bar {y}}=D_{i_{1},i_{2},\dots ,i_{t}}^{-1}\cdot {\bar {S}}_{i_{1},i_{2},\dots ,i_{t}}}, где {\displaystyle {\bar {S}}_{i_{1},i_{2},\dots ,i_{t}}-} вектор — столбец, состоящий из {\displaystyle s_{i_{1}},s_{i_{2}},\dots ,s_{i_{t}}}.
Таким образом, секрет {\displaystyle k} может быть вычислен.
Кроме того, для любых {\displaystyle t-1} строк матрицы {\displaystyle D}, строка
{\displaystyle [{\begin{array}{ccccc}\gamma ,0,0,\cdots ,0\\\end{array}}]}, {\displaystyle \forall \gamma \in \mathrm {GF} (q^{m})\setminus \{0\}} не будет входить в {\displaystyle D_{i_{1},i_{2},\dots ,i_{t-1}}.}
Значит, {\displaystyle t-1} или менее участников не могут получить никакой информации о секрете {\displaystyle k}. Следовательно, можно построить пороговую схему разделения секрета для {\displaystyle r+1}, где {\displaystyle r+1=\mid \mathbb {F} \mid }, то есть число участников {\displaystyle n} может быть равно размеру поля.
Таким образом, с точки зрения определения максимального {\displaystyle n} мы можем сказать, что схема Карнина — Грина — Хеллмана эффективней, чем схема Шамира.

## Пример оптимальной схемы
- {\displaystyle n_{max,t}} — это наибольшее {\displaystyle n}, для которого можно построить PIL {\displaystyle (t,n)-} пороговую схему разделения секрета над конечным полем {\displaystyle \mathbb {F} }.
- {\displaystyle D} — матрица распределения PIL {\displaystyle (t,n)} — пороговой схемы разделения секрета над конечным полем {\displaystyle \mathbb {F} } записана в KGH нормальной форме, если удовлетворяет следующему равенству:

{\displaystyle D=\quad \left[{\begin{array}{ccccc}1&x_{12}&x_{13}&\cdots &x_{1t}\\1&x_{22}&x_{23}&\cdots &x_{2t}\\\vdots &\vdots &\vdots &\ddots &\vdots \\1&x_{r2}&x_{r3}&\cdots &x_{rt}\\1&1&1&\cdots &1\\0&1&0&\cdots &0\\0&0&1&\cdots &0\\\vdots &\vdots &\vdots &\ddots &\vdots \\0&0&0&\cdots &1\\\end{array}}\right]}
Для любой PIL {\displaystyle (t,n)} — пороговой схемы разделения секрета над конечным полем {\displaystyle \mathbb {F} } матрицу распределения {\displaystyle D} можно записать в KGH нормальной форме.
Теорема 1. Допустим, у нас есть секретное пространство {\displaystyle {\mathcal {S}}} = {\displaystyle \mathbb {F} } = {\displaystyle \mathrm {GF} (q^{m})}
Тогда {\displaystyle n_{max,t}} удовлетворяет:
{\displaystyle \mid \mathbb {F} \mid \leq n_{max,t}\leq \mid \mathbb {F} \mid +t-2}, {\displaystyle q^{m}>t},
{\displaystyle n_{max,t}=t}, {\displaystyle q^{m}\leq t},
Теорема 2. Пусть {\displaystyle \mathbb {F} =\mathrm {GF} (2^{m})} — конечное поле и {\displaystyle n=\mid \mathbb {F} \mid +1}. Тогда существует надежная PIL {\displaystyle (3,n)} — пороговая схема разделения секрета над полем {\displaystyle \mathbb {F} }.
Доказательство. Характеристикой поля {\displaystyle \mathbb {F} =\mathrm {GF} (2^{m})} является {\displaystyle 2}. Все нетривиальные элементы (элементы не равные {\displaystyle 0} или {\displaystyle 1}) поля {\displaystyle \mathbb {F} } имеют мультипликативный порядок больше, чем {\displaystyle 2}. Пусть {\displaystyle x_{1},x_{2},\cdots ,x_{\mid \mathbb {F} \mid -2}} — элементы поля {\displaystyle \mathbb {F} } не равные {\displaystyle 0} или {\displaystyle 1}.
Тогда матрица распределения примет следующий вид:
{\displaystyle D=\quad \left[{\begin{array}{ccccc}1&x_{1}&x_{1}^{2}\\\vdots &\vdots &\vdots \\1&x_{\mid \mathbb {F} \mid -2}&x_{\mid \mathbb {F} \mid -2}^{2}\\1&1&1\\0&1&0\\0&0&1\\\end{array}}\right]}
Таким образом, {\displaystyle D} — это матрица PIL {\displaystyle (3,n)-} пороговой схемы разделения секрета размером {\displaystyle (\mid \mathbb {F} \mid +1)\times 3.}
Рассмотрим полноту.
Пронумеруем строки матрицы {\displaystyle D} от {\displaystyle 1} до {\displaystyle n} сверху вниз.
- Случай I. Любые 3 строки из набора {\displaystyle \{1,\cdots ,n-2\}} могут восстановить секрет ввиду обратимости матрицы Вандермонда.
- Случай II. Допустим даны строки {\displaystyle \left[0,1,0\right]} и {\displaystyle \left[0,0,1\right]} и ещё одна строка из набора {\displaystyle \{1,\cdots ,n-2\}}. Тогда очевидно, что можно восстановить секрет.
- Случай III. Допустим одна из строк принадлежит набору {\displaystyle \{\left[0,1,0\right],\left[0,0,1\right]\}}, а две остальные выбраны из {\displaystyle \{1,\cdots ,n-2\}.} Тогда с помощью элементарных преобразований строк можно убрать строку из набора {\displaystyle \{\left[0,1,0\right],\left[0,0,1\right]\}}. В итоге, останется система Вандермонта размером {\displaystyle 2\times 2}, которая обратима.

Свойство полноты доказано. Доказательство конфиденциальности проходит похожим образом.
Для любого поля {\displaystyle \mathbb {F} } с характеристикой {\displaystyle 2} получается, что:
{\displaystyle n_{max,3}=\mid \mathbb {F} \mid +1=\mid \mathbb {F} \mid +3-2=\mid \mathbb {F} \mid +t-2}.
Следовательно, для полей с характеристикой {\displaystyle 2} в схеме Карнина — Грина — Хеллмана {\displaystyle n_{max,3}} по теореме 1 достигает верхней границы.